# Altlayer Bach
Der Altlayer Bach gehört zu den typischen Kleinflüssen, die vom Hunsrück zur Mosel fließen. Er entspringt auf ca. 300 m  über NN als Belger Bach bei Rödelhausen und mündet nach knapp 12 km als rechter Nebenbach in der Ortslage von Zell kurz oberhalb der Moselbrücke Zell.

## Geographie

### Verlauf
Im Oberlauf zwischen Rödelhausen und Altlay fließt er durch ein enges Tal ohne Straßenanbindung. Hier befinden sich zahlreiche aufgelassene Schiefergruben und mehrere noch bewohnte Mühlen. Der Bach läuft teilweise kanalisiert und unterirdisch durch die Abraumhalden. Ab Altlay begleitet eine Straße den Bach bis zur Mündung. Der Altlayer Bach umrahmt zusammen mit dem Hitzelbach die Altlayer Schweiz.

### Zuflüsse
- Belgerbach (links)
- Hitzelbach (links)
- Peterswalderbach (rechts)
- Linischbach (rechts)

## Flora und Fauna
Im engen Oberlauf grenzen mit Eichen und Hainbuchen bewaldete Hänge direkt an den Bach. Am Unterlauf stehen vor allem Weiden und Erlen, die heute kaum noch wirtschaftlich genutzt werden.
Graureiher und Stockenten sind die häufigsten Wasservögel im Bachtal.

## Bergbau
Im Altlayer Bachtal wurde Bergbau auf Eisenerze, Blei und Zink betrieben. An der Gemarkungsgrenze zwischen Altlay, Belg und Peterswald-Löffelscheid sind heute noch Ruinen der Grube Adolph-Helene vorhanden. Das 1409 erstmals erwähnte Bergwerk wurde in den 1950er Jahren endgültig geschlossen. Oberleitung und Verwaltung der Grube Adolph-Helene hatte 1914 das Bergtechnische Büro von Oskar Daub, Ing.-Bergverwalter in Altlay, übernommen.
Seit 1984 wird im Altlayer Bachtal wieder Schiefer unter Tage abgebaut. Derzeit erfolgt der Abbau in einer Tiefe von 120 m unter den Gemarkungen Altlay und Belg.